# The Queen's York Rangers (1st American Regiment) (RCAC)

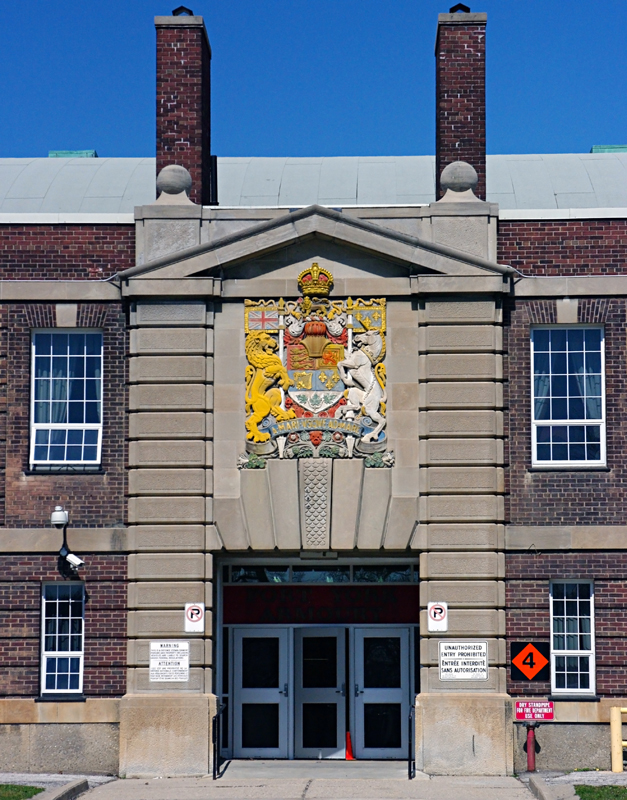
Fort York.

The Queen's York Rangers (QYR ou QY RANG), dont le nom complet est The Queen's York Rangers (1st American Regiment) (RCAC), est un régiment de la Première réserve des Forces canadiennes basé à Toronto et à Aurora en Ontario. Le régiment fait partie du 32e Groupe-brigade du Canada du 4e Division du Canada. Le régiment consiste en deux escadrons de reconnaissance, l'escadron A à Aurora et l'escadron B à Toronto, et d'un escadron de support et du quartier-général situé à Toronto. La famille régimentale comprend également la fanfare du Queen's York Rangers et de deux corps de cadets des Cadets royaux de l'Armée canadienne. La devise du régiment est « Pristinae Virtutis Memor » (Se souvenir de leur gloire d'autrefois). Sa seconde devise officieuse est « Celer et Audax » (Rapide et audacieux).

## Liste des désignations du régiment
- 12th "York Battalion of Infantry", 14 septembre 1866 (fondation à Aurora)
- 12th Battalion of Infantry or "York Rangerw", 10 mai 1872
- 12th Regiment "York Rangers", 8 mai 1900
- The York Rangers, 1er mai 1920
- Amalgamé avec The Queen's Rangers, 1st American Regiment et redésigné The Queen's York Rangers (1st American Regiment) (MG), 15 décembre 1936
- 2nd (Reserve) Battalion, The Queen's York Rangers (1st American Regiment), 5 mars 1942
- The Queen's York Rangers (1st American Regiment) (Reserve), 15 septembre 1944
- The Queen's York Rangers (1st American Regiment), 30 novembre 1945
- 25th Armoured Regiment (Queen's York Rangers), RCAC, 19 juin 1947
- The Queen's York Rangers (1st American Regiment) (25th Armoured Regiment), 4 février 1949
- The Queen's York Rangers (1st American Regiment) (RCAC), 19 mai 1958
- The Queen's York Rangers (RCAC), 3 septembre 1985
- The Queen's York Rangers (1st American Regiment) (RCAC), 12 novembre 2004

- The West Toronto Regiment, 15 janvier 1921 (fondation à Toronto)
- Amalgamé avec le 2nd Battalion (35th Battalion, CEF, The York Rangers et redésigné The Queen's Rangers, 1er août 1925
- The Queen's Rangers, 1st American Regiment, 1er décembre 1927
- Amalgamé avec le The York Rangers, 15 décembre 1936

## Annexe